# Asplenium wilfordii
Asplenium wilfordii är en svartbräkenväxtart som beskrevs av Georg Heinrich Mettenius och Oskar Kuhn. Asplenium wilfordii ingår i släktet Asplenium och familjen Aspleniaceae. Inga underarter finns listade.